# Затвір
Затвір (затвор) — вищий ступінь чернечого (монашого) життя у східному християнстві шляхом усамітнення та посту у спеціально відведених для цього місцях. Затвори були у печерах, часом у наземних монастирських келіях. Чернець відходить від світу у затвір для молитви і духовного росту, подвизаючись наодинці і у самоті. Багато ченців відходило у затвір на все життя, інші на коротший період. Рівень строгості затвору теж може різнитися.
Багато святих здійснювли свої аскетичні подвиги перебуваючи у таких затворах. Тому, багато києво-печерських святих і не тільки звуться «затвірниками» (напр. Лаврентій Затвірник, Феофан Затвірник і т.д.). Так також, широко відомий святий Серафим Саровський, після того як він став священиком, 20 листопада 1794 року відійшов у повний затвір на тисячу днів, харчуючись лише травою (звичайною яглицею), влітку свіжою а взимку він її сушив. До часу затвору він вже був відомий як духовний наставник.
Багато ченців, почавши жити в затворі, не витримувавали. А на тих, хто витримував, такі, бувало косилися: давала про себе знати заздрість, комплекс неповноцінності (цілком надлишковий). Інші, завдяки затворам досягали високих духовних дарувань. Через можливі небезпеки, для відходу у затвір необхідним був дозвіл і благословення ігумена та настоятеля монастиря, який враховуючи стан та характер ченця вирішував чи даний чернець у стані здійснити такий подвиг.